# Бокі Рахім-заде
Бокі Рахім-заде (тадж. Боқӣ Раҳимзода; *15 травня 1910, кишлак Сарбог (нині Сорбог, Раштського району) — 30 січня 1980, м. Душанбе, Таджицька РСР) — таджицький радянський поет, класик сучасної таджицької літератури. Народний поет Таджикистану (1974). Член Спілки письменників СРСР (від 1940 року)

## З життя і творчості
Рахім-заде Бокі народився 15 травня 1910 року в кишлаку Сарбог (нині деха Сорбог, Раштського району) в сім'ї мулли. 
Рано втратив батьків. Був вантажником на бавовноочисному заводі в Душанбе. Повернувшись на батьківщину, став секретарем кишлачної Ради. 
Згодом Бокі Разім-заде був направлений на навчання до Самарканда. У 1931 році після закінчення технікуму вчителював, працював завідувачем навчальною частиною і директором шкіл у кишлаках колишньої Гармськоє області. 
У 1941 році Б. Рахім-заде закінчив літературний факультет Душанбинського державного педагогічного інституту ім. Шевченка (нині Таджицький Державний педагогічний університет імені Садриддіна Айні), потому був залишений на посаді викладача на кафедрі таджицького мови і літератури. 
Бокі Рахім-заде — учасник Німецько-радянської війни (1941—45). 
По війні, від 1948 року він — літературний консультант, голова Ради по роботі з молодими авторами Спілки письменників Таджикистану. 
Перші вірші Бокі Рахім-заде почав друкувати в обласних та республіканських газетах наприкінці 1930-х років. 
У 1945 році вийшла поетична книга Рахім-заде «Фронту», куди увійшли вірші поета воєнних років. 
Рік потому (1946) світ побачила книга віршів і поем «Свято перемоги», книга нарисів «У Вахській долині» і ряд літературно-критичних статей про творчість молодих таджицьких письменників. 
Повоєнні вірші «Пісні про перемогу», «Лист з берлінської чайхани», балада «Джерело Леніна» та інші увійшли до збірки «Полум'яніючі роки» (1948) і книги віршів для дітей (1948). Тоді ж письменник брав участь у складанні підручника з рідної літератури. 
У 1951 році російською мовою видано збірку «Мої пісні», потім вийшла ще низка книг: «Джерело» «Мурашка», «Весна життя» — ліричні роздуми автора про життя республіки та її людей. Широко і розгорнуто представлена творчість поета — громадянська та любовна лірика — у книгах «Зелений лист», «Життя і слово» (1955), «Джерело» (1957). 
1963 року у видавництві «Советский писатель» побачив світ збірник обраної лірики поета російською мовою.
До 40-річчя республіки 1964 року було видано поему «Шлях сонячного променя», написану Бокі Разім-заде у співавсторстві Мірзо Турсун-заде. 
З творів епічного плану виділяється поема-легенда «Чудо», написана у традиційній для таджицької класичної поезії формі, водночас насичена сучасним змістом і нововведеннями. Твір був удостоєний премії журналу «Огонёк» за 1971 рік. 
У 1966 році вийшов однотомник Рахім-заде таджицькою мовою «Пройдений шлях», за який поетові присуджена Державна премія Таджицької РСР ім. Рудакі (1967). 
Ще однією віхою у творчості поета стала інша епічна поема «Гірська легенда» (1970). 
Поеми і вірші останніх років Рахім-заде ввійшли до однотомнику російською мовою «З даху світу» (Держлітвидав, М., 1973). У цьому ж році (1973) у видавництві «Ірфон» виходить збірка віршів «Натхнення», а у 1975—76 роках — двотомне зібрання творів (таджицькою мовою). У 1979 році арабським шрифтом видано збірку віршів Бокі Рахім-заде «Квітка». 
Цикли віршів та поеми Рахім-заде надруковані у всіх антологіях таджицької радянської поезії, виданих у Москві та Душанбе. Він був постійним автором часописів «Садои Шарк» («Шарки сурх»), «Памир» та інших республіканських періодичних видань. 
Зібрання творів у двох томах (у новій редакції) вийшло в світ у 1981—83 роках (посмертно). У 1983 році видано також однотомник «Вірші та поеми». 
Багато віршів Бокі Рахім-заде перекладені на музику. Як драматург Рахім-заде успішно працював у жанрі сатиричної комедії. На сценах театрів республіки, в літературних виданнях та журналах з'явилися п'єси: «Повість про Таріфходжаєва» (спільно з А. Дехоті, 1953), «У затінку шипангу» (спільно з М. Рабієвим, 1954), «Чинара, що розмовляє» (1955), «Золота колиска» (спільно з С. Саїдмурадовим, 1956). У 1960 році Бокі Рахім-заде написав лібрето оперети «Дівчина з Душанбе» (спільно з Ш. Кіямопим), постановка якої здійснена на сцені Таджицького державного ордена Леніна академічного театру опери та балету ім. С. Айні. До 50-річчя Таджицької РСР Рахім-заде написав драму «Чорний вершник» (1974) про створення перших колгоспів в республіці та боротьбу з басмацтвом. 
Плідно Бокі Рахім-заде працював у жанрі короткого оповідання. Ряд творів було надруковано у часописах «Садои Шарк», «Огонёк», «Памир». Він — автор збірки сатиричних оповідань «Пригоди Сокі» (1973). 
Бокі Рахім-заде переклав окремі твори класиків російської літератури і вірші ряду радянських поетів.
Поет велику роботу з творчою молоддю — під його редакцією вийшло багато перших книг поетів і прозаїків, які стали зараз відомими письменниками. 
Бокі Рахім-заде  був депутатом Верховної Ради Таджицької РСР VI-IX скликань. 1974 року йому присвоєно звання Народного поета Таджикистану. Він нагороджений двома орденами Трудового Червоного Прапора, двома орденами «Знак Пошани», медалями, Почесними грамотами Президій Верховної Ради Таджицької РСР, Білоруської РСР, Вірменської РСР. Поет був членом Спілки письменників СРСР від 1940 року. 
Бокі Рахім-заде помер 30 січня 1980 року в Душанбе.